# Se aprind făcliile
Se aprind făcliile este un film românesc din 1939 regizat de Ion Șahighian. Rolurile principale au fost interpretate de actorii George Vraca, Costache Antoniu, Emil Botta.

## Distribuție
Distribuția filmului este alcătuită din:
- Emil Botta — Sașa Golfinu
- Costache Antoniu
- Virgil Vasilescu
- Ileana Simo — Dansatoarea
- Aura Fotino — Artemiza
- Nutzi Dona — Sanda Mincu
- Mihail Țancovici-Cosmin — Tiberiu Mincu
- Jean Tomescu
- George Conabie
- Mitzi Ignătescu
- Călin Bodnărescu
- Olga Porumbaru — Elvira Dedu
- Maria Tănase
- Ecaterina Șahighian — Amelia Mincu
- Elena Arion — Gherghina
- George Vraca — Lucian Noreanu